# Шеопур (округ)
Шеопур (хинди श्योपुर जिला; англ. Sheopur) — округ в индийском штате Мадхья-Прадеш. Административный центр — город Шеопур. Площадь округа — 6606 км². По данным всеиндийской переписи 2001 года население округа составляло 559 495 человек. Уровень грамотности взрослого населения составлял 46,4 %, что ниже среднеиндийского уровня (59,5 %). Доля городского населения составляла 15,8 %.